# Lauderdale Lakes (Wisconsin)
Lauderdale Lakes – jednostka osadnicza w Stanach Zjednoczonych, w stanie Wisconsin, w hrabstwie Walworth.